# 1297 Quadea
Quadea (asteroide 1297) é um asteroide da cintura principal, a 2,7922441 UA. Possui uma excentricidade de 0,0753627 e um período orbital de 1 916,75 dias (5,25 anos).
Quadea tem uma velocidade orbital média de 17,13964237 km/s e uma inclinação de 9,00778º.
Este asteroide foi descoberto em 7 de Janeiro de 1934 por Karl Reinmuth.